# Joseph Barzynski
Józef Edward Barzyński (ang. Joseph E. Barzynski; ur. 13 marca 1884 w Saint Paul, zm. 8 sierpnia 1972 w Lac du Flambeau) – amerykański generał brygady polskiego pochodzenia, w czasie wojny polsko-bolszewickiej członek amerykańskiej misji wojskowej w Warszawie, w trakcie II wojny światowej służył w centralnych instytucjach wojskowych w Waszyngtonie.

## Życiorys
Barzyński urodził się w St. Paul (Nebraska, USA). Był synem Jana (emigranta z Tomaszowa). Podczas swojej długiej kariery wojskowej służył w armii amerykańskiej przez prawie 40 lat, od 1905 do 1944 roku. Najpierw ukończył studia w Akademii Wojskowej w West Point w 1905 roku, a następnie kontynuował swoją edukację za granicą na studiach intendentury w Paryżu w latach 1924–1926. W latach 1912–1920 pełnił służbę m.in. na Filipinach, w Meksyku, we Francji i w Niemczech. W 1920 roku był jednym z kilku członków amerykańskiej misji wojskowej w Warszawie. Od 1926 do 1941 roku pracował w centralnych instytucjach wojskowych w Waszyngtonie, pełniąc różne funkcje, takie jak szef oddziału w Sztabie Generalnym czy szef Departamentu Transportu w Ministerstwie Wojny w latach 1940–1941. W trakcie służby podczas II wojny światowej w 1940 roku awansowany na stopień generała. Za swoje zasługi został uhonorowany m.in. Legion of Merit. Był żonaty z Teresą Marią.